# Blowing House
Ein Blowing House oder eine Blowing Mill (dt. Blashaus oder Blasmühle) war ein ab dem frühen 14. Jahrhundert in Cornwall und Devon im Einsatz befindliches Gebäude zum Schmelzen von Zinn. Reste von über 40 Blashäusern wurden identifiziert. 
Die einzige zeitgenössische detaillierte Beschreibung eines Blashauses wurde 1778 von William Pryce (etwa 1735–1790) in seiner Abhandlung über den Bergbau in Cornwall geliefert.

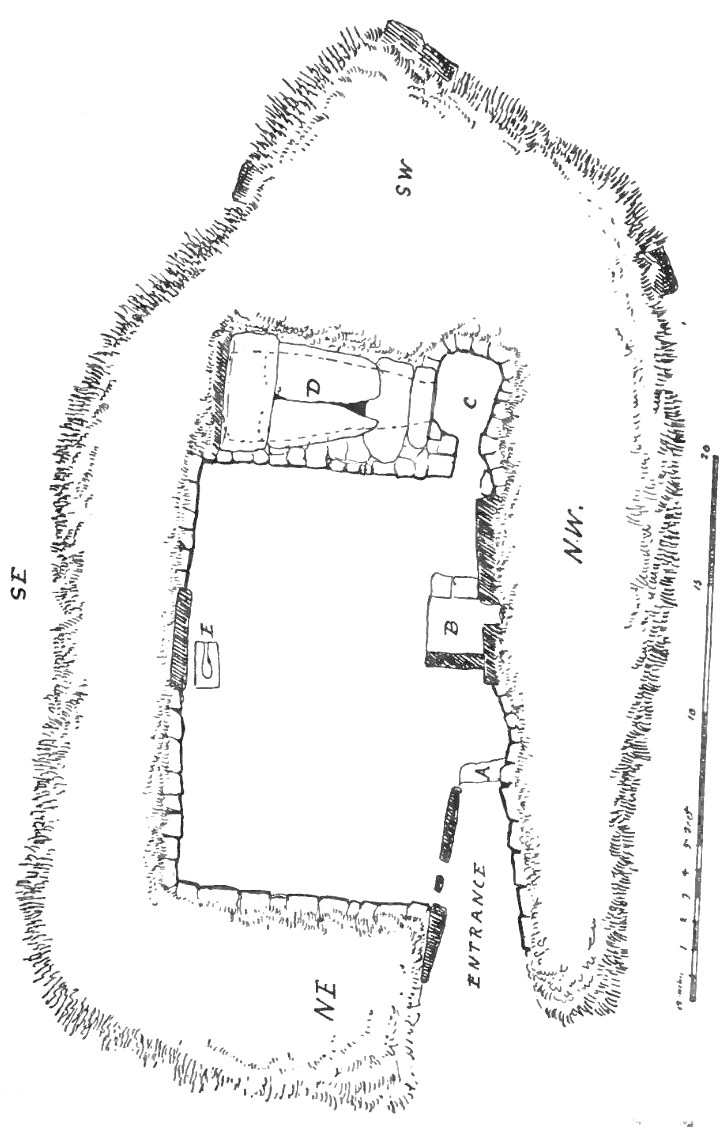
Plan des Blowing House von Deep

Blashäuser sind rechteckige Gebäude mit Längen von 4,9 bis 9,8 m und etwa halber Breite. Sie bestanden aus trockenverlegten Granitblöcken, die dicke Wände bildeten (0,76 m oder mehr). Sie hatten wahrscheinlich Rasen- oder Strohdächer, die regelmäßig abgebrannt wurden, um die Zinnpartikel zu entfernen, die durch die Blasebälge oder Verpuffungen ins Dach getrieben wurden. Sie wurden im 18. Jahrhundert nach und nach durch Flammöfen ersetzt. 1730 gab es in Devon nur noch in Sheepstor und Plympton Blasmühlen. 
Blashäuser enthielten Blasebälge und eine Art Rennofen. Sie befinden sich üblicherweise in der Nähe eines Baches um ein oberschlächtiges Wasserrad mit einem Durchmesser (von etwa 2,7 m) zu betreiben, das zum Betrieb der Blasebälge etwa 0,66 PS (0,5 kW) entwickelte.